# Maude Allen
Maude Allen (Middleborough, 30 de noviembre de 1879-Los Ángeles, 7 de noviembre de 1956) fue una actriz estadounidense.
Apareció en varias películas de Hollywood en las décadas de 1930 y 1940, incluyendo papeles pequeños en la película de 1936 Show Boat y San Francisco (1936), e interpretando a "Dutchess" en 1940 en The Adventures of Red Ryder.